# Licem u lice (1963.)
Licem u lice, hrvatski dugometražni film iz 1963. godine.